# والتر فاشينيتي
والتر فاشينيتي (بالإيطالية: Walter Facchinetti)‏ (مواليد 29 مارس 1947) هو ملاكم إيطالي، مثّل بلاده في الألعاب الأولمبية الصيفية 1968.

## روابط خارجية
والتر فاشينيتي على موقع أوليمبيديا (الإنجليزية)